# Manfred Kropp
Manfred S. Kropp (* 14. Juni 1947 in Ludwigshafen am Rhein) ist ein deutscher Semitist.

## Leben
Von Sommersemester 1969 bis Sommersemester 1975 studierte er Semitistik, Islamwissenschaft und Mittlere und Neuere Geschichte an der Universität Heidelberg. Im Studienjahr 1970/1971 war er in Paris (Studium an der École des langues orientales vivantes, Universität Paris III und der École pratique des hautes études. Studienschwerpunkte: Modernes Arabisch und Semitische Philologie). Nach der Promotion 1975 zum Dr. phil. mit der Dissertation Die Geschichte der 'reinen Araber' vom Stamme Qaḥṭān. Aus dem "Kitāb Našwat aṭ-ṭarab fī taʾrīḫ ǧāhiliyyat al-ʿArab" des Ibn-Saʿīd al-Maġribī absolvierte er von 1975 bis 1977 das Bibliotheksreferendariat an der Universitätsbibliothek Tübingen und am Bibliothekarlehrinstitut der Universität Köln. Von 1977 bis 1984 war er wissenschaftlicher Assistent (ab 1980 Hochschulassistent) am Lehrstuhl für Semitistik und Islamwissenschaft am Seminar für Sprachen und Kulturen des Vorderen Orients in Heidelberg. Von Wintersemester 1977/1978 bis Sommersemester 1979 absolvierte er ein Grundstudium des Akkadischen neben der Tätigkeit als Assistent.
Nach der Habilitation 1984 im Fach Semitistik mit der Habilitationsschrift Zǝkrä nägär. Die äthiopischen Königschroniken in der Sammlung des Generals Ḫaylu und dem Probevortrag Arabisch-äthiopische Übersetzungstechnik am Beispiel der Zena Ayhud (Yosippon) und des Tarikä Wäldä-ʿAmid hielt er am 15. Mai 1985 die öffentliche Antrittsvorlesung mit dem Thema Das Osthorn Afrikas bei den arabischen Geographen. 1985 wurde er Professor für Semitistik und Islamwissenschaft an der Universität Heidelberg. Zur Vertretung der Professur Arabistik und Islamwissenschaft (Manfred Ullmann) in Tübingen war er 1987 für ein Jahr aus Heidelberg beurlaubt. Im März 1988 lehrte er als Gastprofessor am Universität Neapel L’Orientale, Facoltà di Scienze Politiche, mit Vorlesungen über Islamisches Recht, insbes. Apostasie (Ridda) in der modernen Rechtsprechung und im März 1989 hielte er Gastvorlesungen und Doktorandenseminar am Istituto Universitario Orientale di Napoli, Dipartimento di Studi e Ricerche su Africa e Paesi Arabi. 1989 wurde er wissenschaftlicher Angestellter bei der Akademie der Wissenschaften und der Literatur Mainz zur Bearbeitung des Forschungsprojekts Äthiopische Handschriften als Archive.
1990 wurde er Professor für Semitische Sprachen an der Universität Lund. 1991 wurde er Professor für Islamwissenschaft und Semitistik an der Universität Mainz. 1997 wurde er Sprecher des mitinitiierten SFB 295 Sprachliche und kulturelle Kontakte, Zentren und Peripherien im historischen Raum Nordostafrika-Westasien an der Universität Mainz und Teilprojektleiter eines islamkundlichen historischen und eines äthiopienkundlichen sprachwissenschaftlichen Teilprojekts. Von 1999 bis 2007 war er Direktor des Orient-Instituts der DMG, später in der DGIA, Beirut und Istanbul (beurlaubt von der Universität Mainz). Im Oktober 2005 lehrte er als Gastprofessor am Collège de France mit vier Vorlesungen über die Ursprünge des Korans. Im Akademischen Jahr 2007/2008 unterrichtet er als Professeur associé de la Chaire annuelle européenne am Collège de France für Koranische Studien. 2008 wurde er Professor (ab 2010: Emeritierung) für Semitistik und Islamwissenschaft in Mainz.

## Schriften (Auswahl)
- Die Geschichte der "reinen Araber" vom Stamme Qaḥṭān. Aus dem Kitāb Našwat aṭ-ṭarab fī tāʾrīḫ ǧāhiliyyat al-ʿArab des Ibn Saʿīd al-Maġribī (= Heidelberger orientalistische Studien. Band 4). Lang, Frankfurt am Main/Bern/New York 1983, ISBN 3-8204-7633-4 (zugleich Dissertation, Heidelberg 1975).
- als Herausgeber: Die Geschichte des Lebna-Dengel, Claudius und Minās. Texte amharique (= Corpus scriptorum Christianorum orientalium. Scriptores Aethiopici. Band 83) (= Corpus scriptorum Christianorum orientalium. Band 503). Peeters, Löwen 1988, OCLC 850878994.
- als Herausgeber: Die Geschichte des Lebna-Dengel, Claudius und Minās. Traduction allemande (= Corpus scriptorum Christianorum orientalium. Scriptores Aethiopici. Band 84) (= Corpus scriptorum Christianorum orientalium. Band 504). Peeters, Löwen 1988, OCLC 421045676.
- Die äthiopischen Königschroniken in der Sammlung des Däğğazmač Haylu. Entstehung und handschriftliche Überlieferung des Werks (= Heidelberger orientalistische Studien. Band 13). Lang, Frankfurt am Main/Bern/New York/Paris 1989, ISBN 3-8204-9484-7.
- als Herausgeber: Der siegreiche Feldzug des Königs ʿĀmda-Ṣeyon gegen die Muslime in Adal im Jahre 1332 n. Chr. (= Corpus scriptorum Christianorum orientalium. Scriptores Aethiopici. Band 99) (= Corpus scriptorum Christianorum orientalium. Band 538). Peeters, Löwen 1994, ISBN 2-87723-121-6.
- als Herausgeber mit Andreas Wagner: "Schnittpunkt" Ugarit (= Nordostafrikanisch-westasiatische Studien. Band 2). Lang, Frankfurt am Main/Berlin/Bern/New York/Paris/Wien 1999, ISBN 3-631-33052-9.
- als Herausgeber: Results of contemporary research on the Qurʾān. The question of a historio-critical text of the Qurʾān (= Beiruter Texte und Studien. Band 100). Ergon-Verlag, Würzburg 2007, ISBN 3-89913-543-1.
- Zekra Nagar. Die universalhistorische Einleitung nach Giyorgis Walda-Amid in der Chronikensammlung des Haylu. Kartoffeldruck-Verlag Kai Brodersen, Speyer 2016, ISBN 978-3-939526-27-8.